# David Andersen (Skispringer)
David Andersen (* 15. Februar 1983) ist ein ehemaliger norwegischer Skispringer.

## Werdegang
Ab 1999 sprang Andersen, der für den Verein Isfjorden IL startete, im Continental Cup (COC). Die erste Saison verlief jedoch erfolglos. Am Ende konnte er mit nur fünf gewonnenen COC-Punkten nur Platz 127 in der Gesamtwertung erreichen. In der Folgesaison verliefen die Springen erfolgreicher, so dass er am Ende mit 286 Punkten den 34. Platz in der Continental-Cup-Gesamtwertung belegte.
Bei der Junioren-Weltmeisterschaft 2000 in Štrbské Pleso, gelang ihm im Teamspringen gemeinsam mit Erik Leine Wangen, Thomas Lobben und Anders Bardal der Gewinn der Silbermedaille. Das Team musste sich lediglich der Mannschaft aus Österreich geschlagen geben. Am 19. März 2000 sprang Andersen erstmals im Skisprung-Weltcup und konnte beim Skifliegen in Planica mit Platz 23 seine ersten Weltcup-Punkte gewinnen. Am Ende belegte er den 70. Platz in der Weltcup-Gesamtwertung der Saison 1999/2000. In den folgenden drei Weltcup-Springen zu Beginn der Saison 2001/2002, die Andersen bestritt, blieb er jedoch punktlos. So startet er ab 26. Dezember 2001 ausschließlich wieder im Continental Cup. Bereits in seinem ersten Springen kam er auf der Normalschanze in St. Moritz auf den 8. Platz. Am Ende der Saison stand er mit 129 Punkten auf dem 78. Platz in der Continental-Cup-Gesamtwertung. Sein letztes internationales Springen bestritt Andersen am 25. August 2002 auf dem Marikollen in Rælingen.

## Statistik

### Weltcup-Platzierungen
| Saison  | Platz | Punkte |
| ------- | ----- | ------ |
| 1999/00 | 070.  | 008    |

### Continental-Cup-Platzierungen
| Saison  | Platz | Punkte |
| ------- | ----- | ------ |
| 1998/99 | 275.  | 005    |
| 1999/00 | 034.  | 286    |
| 2000/01 | 091.  | 098    |
| 2001/02 | 078.  | 129    |
| 2002/03 | 192.  | 018    |